# Bérelles
Bérelles är en kommun i departementet Nord i regionen Hauts-de-France i norra Frankrike. Kommunen ligger i kantonen Solre-le-Château som tillhör arrondissementet Avesnes-sur-Helpe. År 2022 hade Bérelles 162 invånare.

## Befolkningsutveckling
Antalet invånare i kommunen Bérelles
| Referens: INSEE |